# Clervaux
Clervaux (lb. Klierf, njem. Clerf) je općina i gradić na sjeveru Luksemburga. Glavni je grad kantona Clervaux.
U gradu se nalazi dvorac Clervaux u kojem je u stalnoj postavi izložba slika The Family of Man autora Edwarda Steichena. 